# Alfredo Rota
Alfredo Rota (Milano, 21 luglio 1975) è un ex schermidore italiano, specializzato nella spada.

## Carriera
Cresciuto nella società del Piccolo Teatro Milano sotto la guida del tecnico Bruna Colombetti-Peroncini, ex campionessa nonché sua zia, Rota si mette in luce ai Campionati italiani del 1998, dove conquista il primo di quattro titoli individuali nella spada. Dell'anno successivo è invece il primo risultato internazionale di rilievo: un secondo posto individuale ai campionati europei di Bolzano 1999 in cui conquista anche la medaglia d'oro nella spada a squadre.
Alle olimpiadi di Sydney 2000 non va oltre il 10º posto individuale, ma conquista l'oro nella competizione a squadre (con Angelo Mazzoni, Paolo Milanoli e Maurizio Randazzo). Negli anni successivi si conferma ai vertici internazionali, vincendo anche la Coppa del Mondo di scherma 2003-04, senza riuscire però a raggiungere il podio nei campionati mondiali e alle olimpiadi di Atene 2004.
Il secondo posto individuale ai Campionato mondiale di scherma 2007 di San Pietroburgo sembra il preludio ad una buona olimpiade a Pechino 2008, ma ancora una volta l'unica soddisfazione arriva dalla prova a squadre con il Bronzo vinto, mentre nella prova individuale non è andato oltre i sedicesimi di finale.

## Palmarès
In carriera ha conseguito i seguenti risultati:

### Giochi olimpici
Individuale
A squadre
- Oro nella spada a Sydney 2000
- Bronzo nella spada a Pechino 2008

### Mondiali
Individuale
A squadre
- Argento nella spada a San Pietroburgo 2007
- Bronzo nella spada a Città del Capo 1997

### Mondiali militari
Individuale
- Argento nella spada a Grosseto 2005

A squadre
- Oro nella spada a Grosseto 2005

### Europei
Individuale
- Argento nella spada a Bolzano 1999
- Bronzo nella spada a Smirne 2006

A squadre
- Oro nella spada a Bolzano 1999
- Bronzo nella spada a Smirne 2006
- Bronzo nella spada a Kiev 2008
- Bronzo nella spada a Plovdiv 2009

### Coppa del Mondo
Individuale
- nella classifica generale del fioretto 2003-04
- 7° nella classifica generale del fioretto 2002-03
- 14° nella classifica generale del fioretto 2004-05
- 15° nella classifica generale del fioretto 2006-07
- 31° nella classifica generale del fioretto 2005-06

A squadre

### Campionati italiani
Individuale
- Oro nella spada a Bari 1998
- Oro nella spada a Firenze 1999
- Oro nella spada a Livorno 2001
- Oro nella spada a Roma 2003

A squadre
- Oro nella spada a Conegliano Veneto 2002

### Altri risultati
Europei giovani
Individuale
- Bronzo nella spada a Cracovia 1994

A squadre